# Patris corde

Wappen des Papstes Franziskus

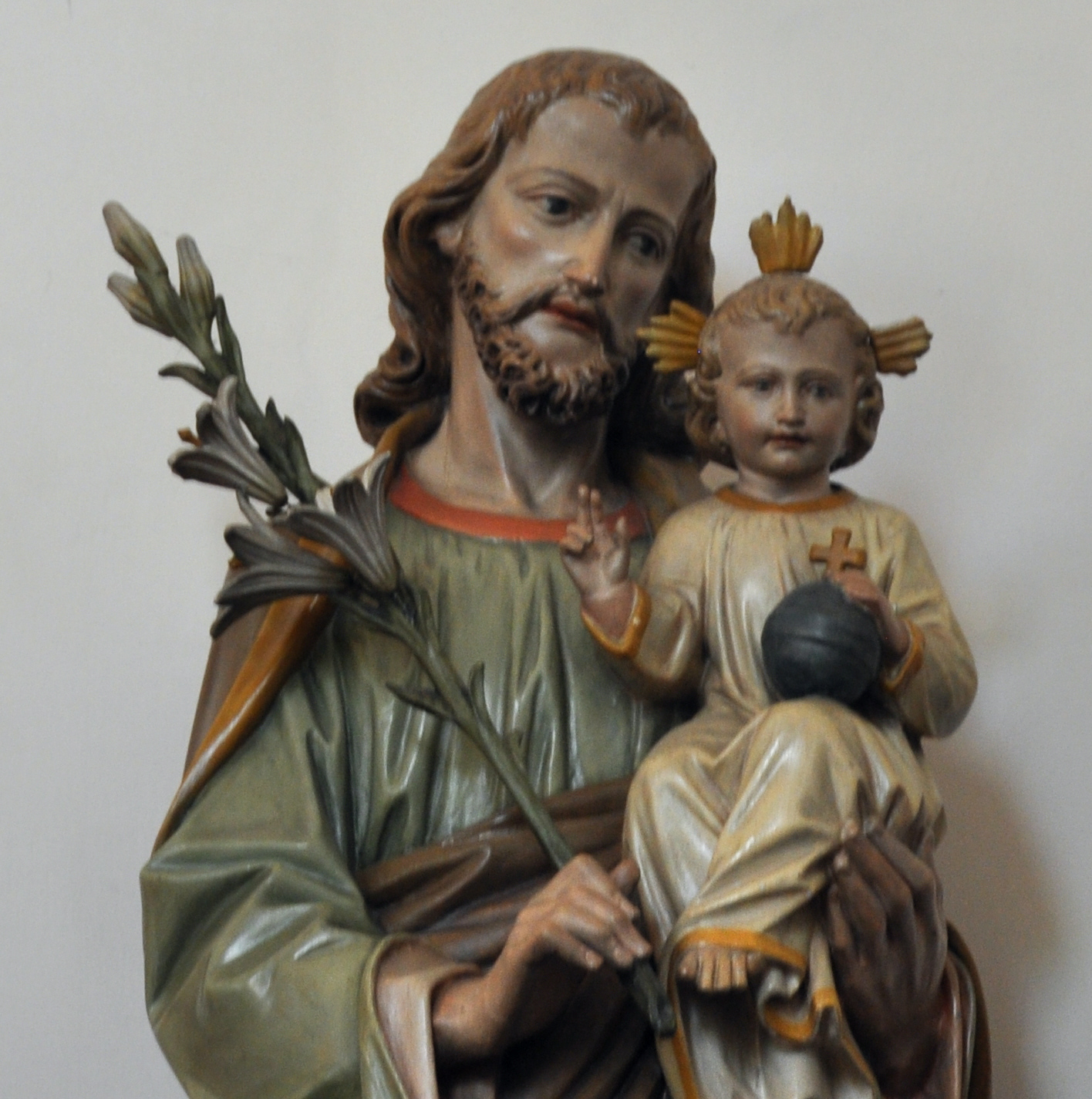
Josef mit Jesuskind in der Pfarrkirche von Großschafhausen

Patris corde (deutsch „Mit väterlichem Herzen“) ist, nach seinem Incipit, der Titel eines Apostolischen Schreibens von Papst Franziskus anlässlich des 150. Jahrestages der Erhebung des heiligen Josef zum Schutzpatron der ganzen Kirche.
Das Dokument wurde am 8. Dezember 2020 veröffentlicht, dem Hochfest der unbefleckten Empfängnis der Jungfrau Maria und 150. Jahrestag der Proklamation des heiligen Josef zum Schutzpatron der Kirche durch Papst Pius IX.

## Inhalt
In diesem Schreiben, das unter dem Eindruck der COVID-19-Pandemie entstand, äußert der Papst „einige persönliche Überlegungen zu dieser außergewöhnlichen Gestalt“ (Josef). Er erinnert an die während der Pandemie gemachte Erfahrung, dass das Leben von gewöhnlichen Menschen – die gewöhnlich vergessen werden – gestaltet und erhalten wird, die nicht im Blick der Öffentlichkeit stehen. „Der heilige Josef erinnert uns daran, dass all jene, die scheinbar im Verborgenen oder in der „zweiten Reihe“ stehen, in der Heilsgeschichte eine unvergleichliche Hauptrolle spielen.“ Als Ziel seines Schreibens bezeichnet der Papst die Absicht, „die Liebe zu diesem großen Heiligen zu fördern und einen Anstoß zu geben, ihn um seine Fürsprache anzurufen und seine Tugenden und seine Tatkraft nachzuahmen.“
Die Betrachtungen des Papstes über den heiligen Josef gliedern sich in sieben Abschnitte, in denen Eigenschaften und Aspekte der Verehrung des Heiligen entfaltet werden.
1. Geliebter Vater
2. Vater im Erbarmen
3. Vater im Gehorsam
4. Vater im Annehmen
5. Vater mit kreativem Mut
6. Vater und Arbeiter
7. Vater im Schatten

## Josefsjahr und Ablass
Mit gleichem Datum veröffentlichte die Apostolische Pönitentiarie ein Dekret, mit dem die Ausrufung eines Jahres des heiligen Josef sowie die Gewährung eines besonderen Ablasses bekanntgegeben wurde. Das Josefsjahr wurde für die Zeit von der Veröffentlichung bis zum 8. Dezember 2021 festgelegt. Ein vollkommener Ablass wird gleichzeitig unter den gewöhnlichen Bedingungen (sakramentale Beichte, Kommunionempfang und Gebet in den Anliegen des Papstes) den Gläubigen zugesagt, die während des Josefsjahres eine der folgenden religiösen Übungen ausführen:
- mindestens 30-minütige Betrachtung über das Vaterunser oder Teilnahme an einem Einkehrtag mit einer Betrachtung über den heiligen Josef
- Verrichtung eines leiblichen oder geistigen Werkes der Barmherzigkeit
- gemeinsames Gebet des Rosenkranzes in der Familie oder von Verlobten
- die eigene tägliche Arbeit gebetsweise dem Schutz des Heiligen anvertrauen oder dessen Fürbitte für Arbeitslose anrufen
- Gebet der Josefslitanei (für die Gläubigen der lateinischen Tradition) oder des Akathistos zum heiligen Josef (für die Gläubigen der ostkirchlichen Tradition) in fürbittender Intention zugunsten der verfolgten Christen

Außerdem wird der vollkommene Ablass gewährt für Akte der religiösen Verehrung Josefs, insbesondere an dessen liturgischen Gedenktagen am 19. März und 1. Mai, am Fest der Heiligen Familie, am Josefssonntag der byzantinischen Tradition, jedem 19. eines Monats innerhalb des Josefsjahres sowie an jedem Mittwoch desselben Jahres. Ausdrücklich wird die Ablassgewährung auf Alte und Kranke ausgedehnt, denen die Erfüllung der üblichen Bedingungen nicht möglich ist.